# N-403
La N-403 es una carretera de la Red de Carreteras del Estado. Parte de Toledo y concluye su trazado entre Adanero (Ávila), donde enlaza con la A-6 y  Martín Muñoz de las Posadas (Segovia) donde enlaza con la N-601. Hasta la década de 1980, la N-403 llegaba hasta Valladolid, si bien ese último tramo (Martín Muñoz de las Posadas-Valladolid) en la actualidad es asumido en solitario por la nueva N-601.

## Trazado
En su recorrido se encuentra el puerto de montaña de La Paramera y el embalse de El Burguillo, en El Tiemblo, sobre el río Alberche. Atraviesa, en tres comunidades autónomas (Castilla-La Mancha, Madrid y Castilla y León) los siguientes municipios:
Castilla-La Mancha
- Toledo
- Rielves
- Torrijos
- Val de Santo Domingo
- Maqueda
- Escalona
- Almorox

Comunidad de Madrid
- San Martín de Valdeiglesias

Castilla y León
- La Atalaya
- El Tiemblo
- El Barraco
- Ávila
- Mingorría
- Santo Domingo de las Posadas
- Pajares de Adaja
- Adanero
- Martín Muñoz de las Posadas

Cerca de la localidad de Ávila, en el kilómetro 127, existe desde el año 2008, una variante que evita conducir cerca del santuario de Nuestra Señora de Sonsoles, la antigua carretera que tenía curvas y bastante pendiente.
En el kilómetro 131, la nueva variante se junta con la carretera antigua, y se desdobla en dos carriles por cada sentido, y en el kilómetro 132, empiezan una serie de rotondas para conectar calles y avenidas del barrio del Valle Amblés, un barrio de nueva construcción.
En estas circunstancias, la nacional cuenta como se ha indicado más arriba con dos carriles por cada sentido y aparte una mediana con plantitas. La nacional se convierte entonces en una avenida limitada a 50 km/h y está iluminada con farolas de sodio a alta presión (naranja), al igual que todo el barrio. Aún supuestamente pareciendo una avenida, sigue teniendo el indicador de 